# 225
Évszázadok: 2. század – 3. század – 4. század
Évtizedek: 170-es évek – 180-as évek – 190-es évek – 200-as évek – 210-es évek – 220-as évek – 230-as évek – 240-es évek – 250-es évek – 260-as évek – 270-es évek
Évek: 220 – 221 – 222 – 223 –  224 – 225 – 226 – 227 – 228 – 229 – 230

## Események

### Római Birodalom
- Tiberius Manilius Fuscust és Servius Calpurnius Domitius Dextert választják consulnak.
- Severus Alexander császár feleségül veszi a 16 éves Sallustia Orbianát. Apósát, Seius Sallustiust caesari rangra emeli.

### Kína
- Cao Pi, Vej császára újabb hadjáratot indít Szun Csüan ellen, de a Jangce határfolyóra támaszkodó véderők könnyen hárítják támadását.
- Su Han állam kancellárja, Csu-ko Liang ismét uralma alá hajtja az uralkodóváltáskor elszakadó déli nanman törzseket.

## Születések
- január 20. – III. Gordianus római császár († 244)
- Szent Lőrinc, keresztény mártír
- Triệu Thị Trinh, vietnami női hadvezér

## Fordítás
- Ez a szócikk részben vagy egészben  a(z)   225 című angol Wikipédia-szócikk ezen változatának fordításán alapul.  Az eredeti cikk szerkesztőit annak laptörténete sorolja fel. Ez a jelzés csupán a megfogalmazás eredetét és a szerzői jogokat jelzi, nem szolgál a cikkben szereplő információk forrásmegjelöléseként.